# Groeneveldse Molen
De Groeneveldse molen in de Nederlandse plaats Schipluiden is gebouwd in 1719 ter vervanging van een eerdere houten molen, die na blikseminslag was afgebrand. De molen is een van de weinige van vele watermolens die in de gemeente Midden-Delfland zijn overgebleven. De molen is sinds 1977 eigendom van het Hoogheemraadschap van Delfland en bemaalt, samen met een vijzelgemaal, de Groeneveldse polder. Tot 1960 werd de polder uitsluitend op windkracht bemalen. Na de bouw van een gemaal werd de molen stilgezet. Het scheprad dat het water 1,90 m opvoert werd begin jaren 80 uitgerust met een elektromotor, die nog steeds functioneert. De Groeneveldse molen is op grote afstand zichtbaar en is, wanneer deze draait, te bezichtigen. De molen is aan de landzijde witgeschilderd.
In de Groeneveldse molen bevindt zich een woning die tot in de jaren 70 van de 20e eeuw bewoond was. In de molenaarswoning bevinden zich onder andere bedsteden en een potkachel. De betegelde wand is opgebouwd uit replica's van de oorspronkelijke Delftsblauwe tegels. Bezoekers kunnen een indruk krijgen van de woonomstandigheden van een molenaarsgezin. In de jaren 40 en 50 van de vorige eeuw woonden hier een molenaar met zijn vrouw en tien kinderen. Het zomerhuis waarin gedurende de zomer werd gewoond, is bij het herstel van de molen wegens bouwvalligheid afgebroken. De woning naast de molen, die door de molenaar met zijn gezin wordt bewoond, bevindt zich op de plaats van het oorspronkelijke zomerhuis.
Vlak naast de molen is een ´speelmolenpark´ met drie werkende speelmolens, waarin een aantal molenwerktuigen op kleine schaal graan malen, zeven en mengen. Een van de drie speelmolens wekt elektriciteit op voor de verlichting in de andere twee.

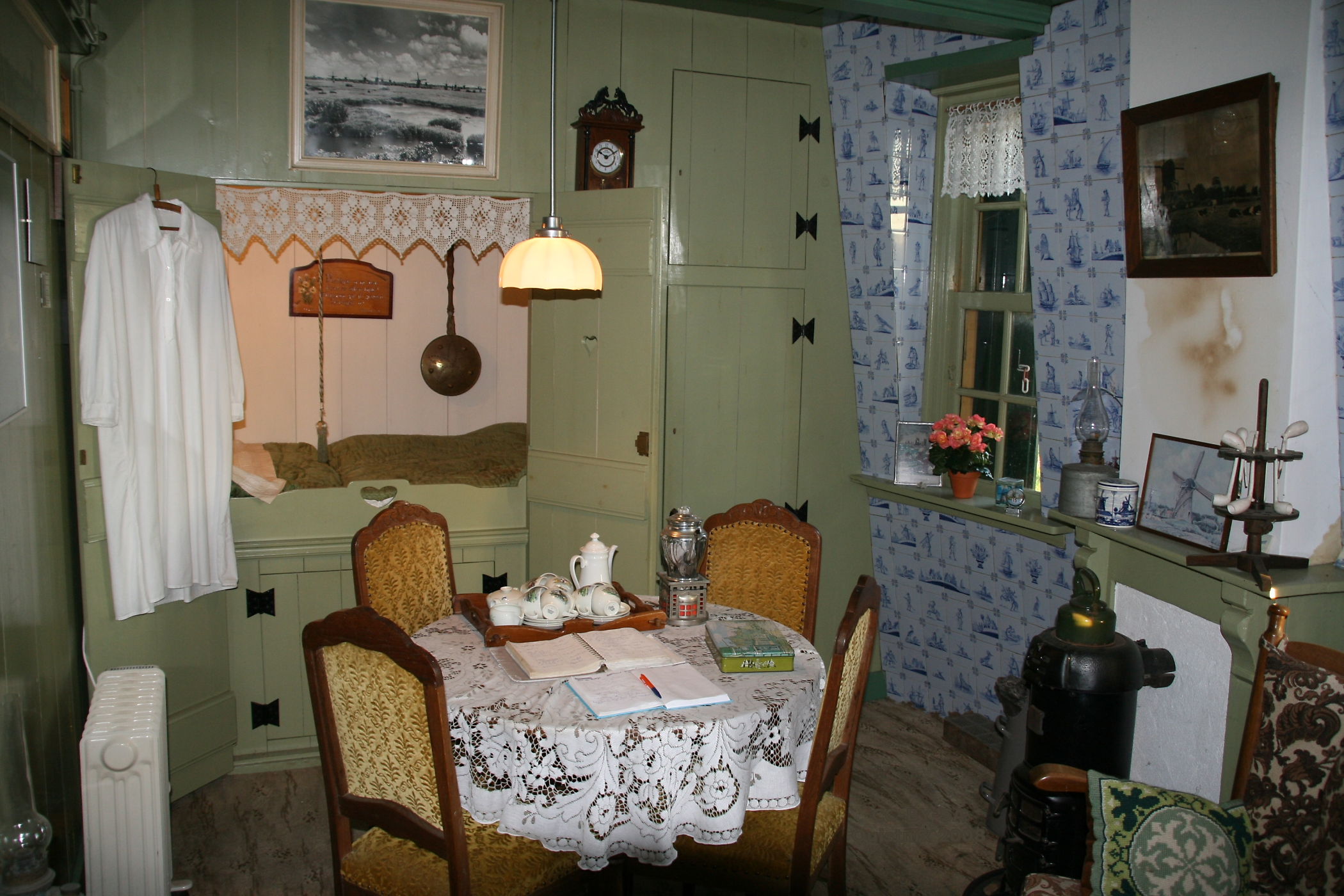
Molenaarswoning

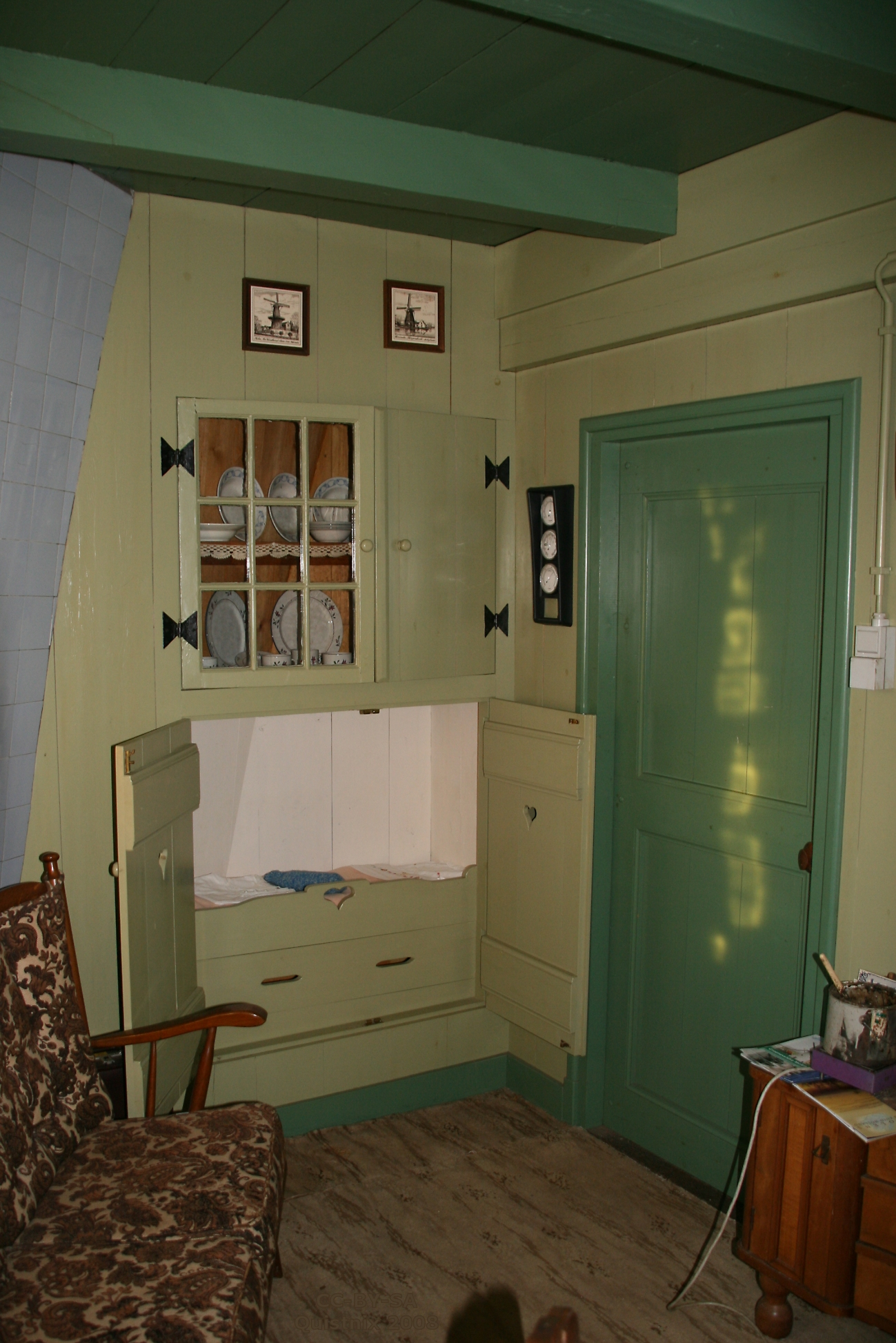
Molenaarswoning: kleine bedstede

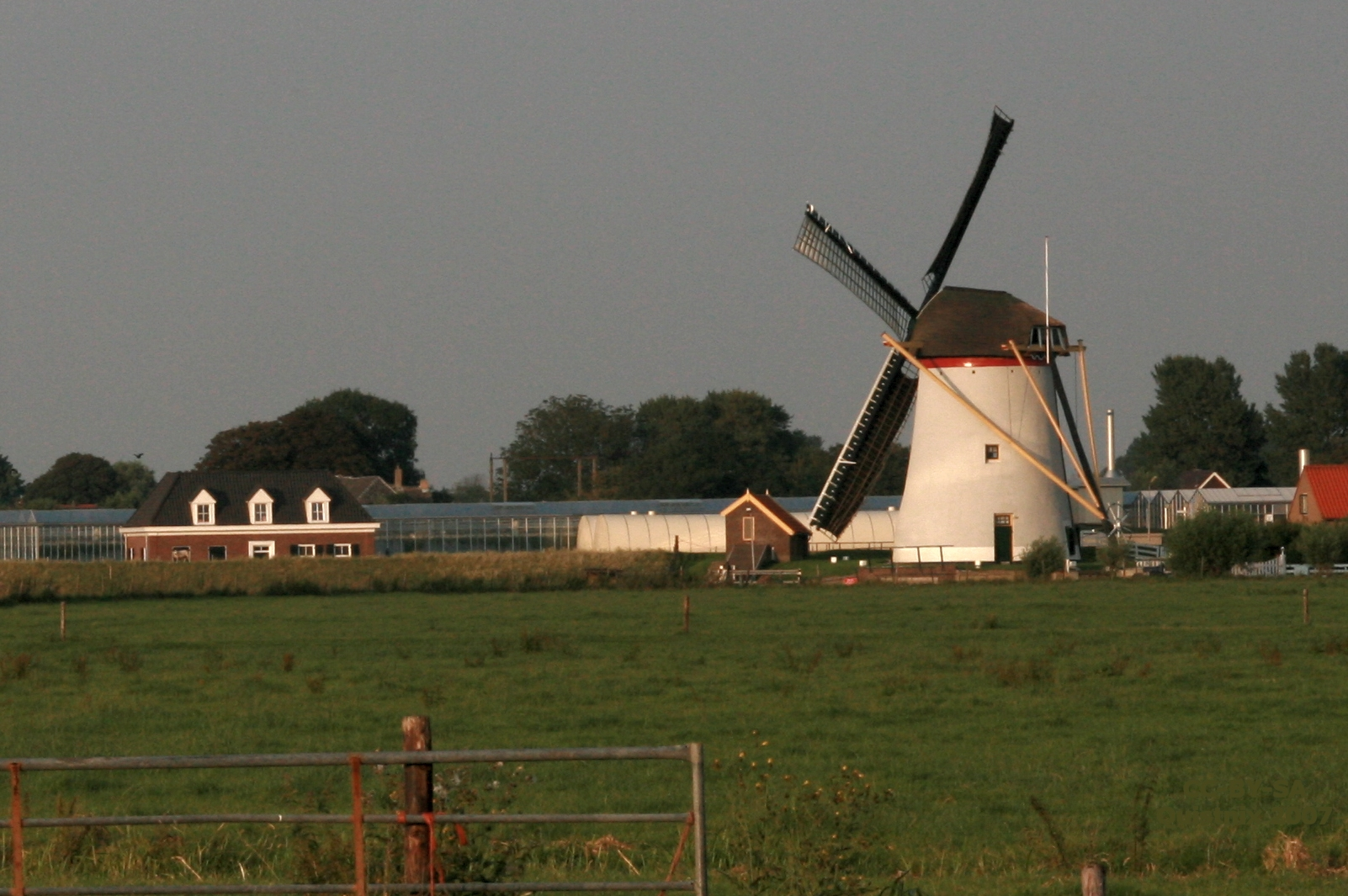
De molen in het landschap
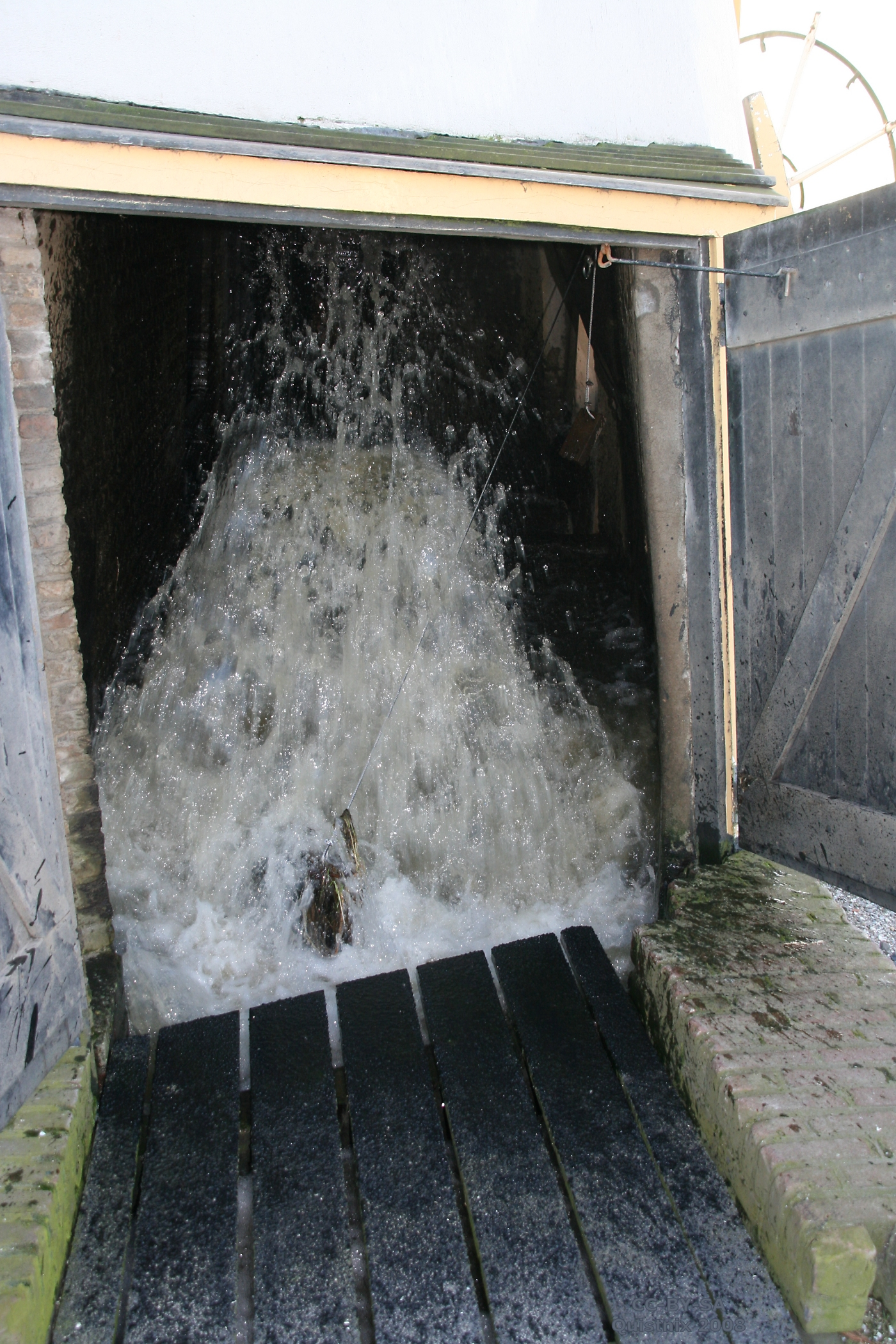
Draaiend waterrad

(niet compleet)
Polder · Gemaal · Hoogheemraadschap Delfland